# Xavier Rudd

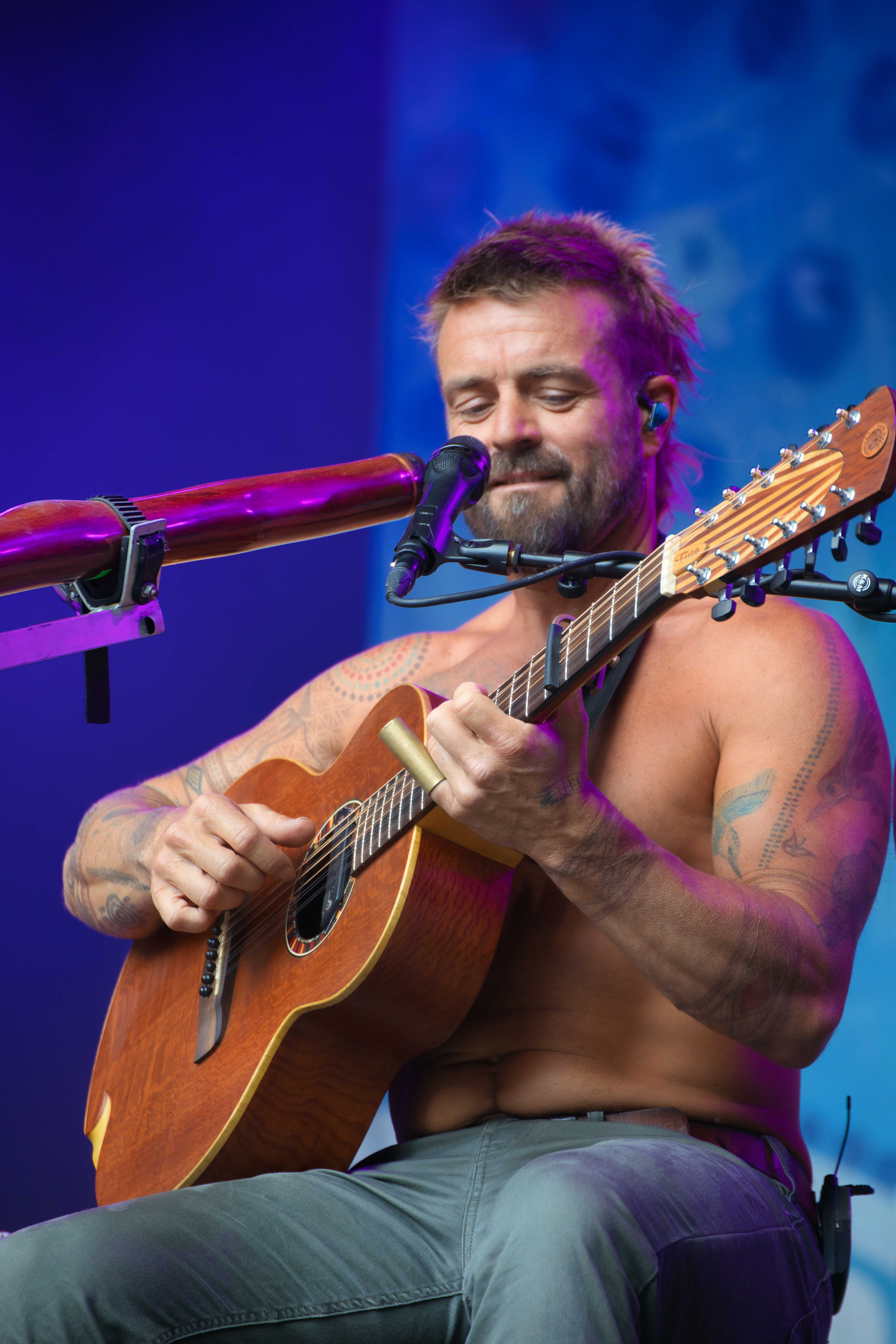
Xavier Rudd auf dem Rudolstadt-Festival 2023

Xavier Rudd (* 29. Mai 1978 in Torquay, Victoria) ist ein australischer Sänger, Songwriter und Multi-Instrumentalist.

## Leben
Rudd wurde vor allem durch seine Liveauftritte auf vielen Festivals und seine Konzerte einem größeren Publikum in Australien und Nordamerika bekannt. In vielen seiner Songs thematisiert er soziale und gesellschaftliche Fragen, Naturschutzthemen und die Rechte von Aborigines. Neben seinem Didgeridoo-Spiel hat er australische und kanadische Aboriginal-Vocals in seine Songs integriert. Sein 2010 erschienenes Album Kooyum Sun nahm er mit den Mitgliedern der südafrikanischen Band Izintaba auf.
Xavier Rudd wuchs in seinem Geburtsort Torquay in Victoria auf. Er ist Vater von zwei Söhnen und besitzt die Agentur Thompson Management mit Sitz in Vancouver. Er lebt in Bells Beach in Victoria.
Xavier Rudd ist Vegetarier und war für den „World's Sexiest Vegetarian Celebrity“-Award 2007 der Tierschutzorganisation PETA nominiert. Er unterstützt Sea Shepherd.

## Diskografie

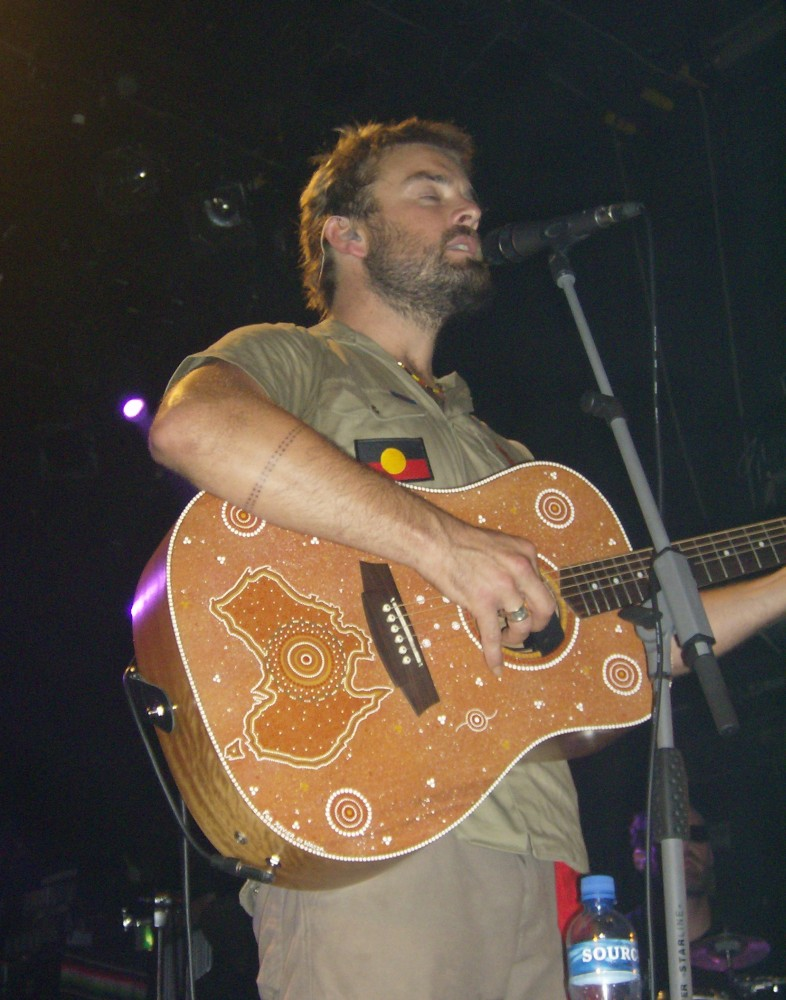
Xavier Rudd (2008)

### Alben
| Jahr | Titel                   | Höchstplatzierung, Gesamtwochen, AuszeichnungChartplatzierungen (Jahr, Titel, Platzierungen, Wochen, Auszeichnungen, Anmerkungen) | Höchstplatzierung, Gesamtwochen, AuszeichnungChartplatzierungen (Jahr, Titel, Platzierungen, Wochen, Auszeichnungen, Anmerkungen) | Höchstplatzierung, Gesamtwochen, AuszeichnungChartplatzierungen (Jahr, Titel, Platzierungen, Wochen, Auszeichnungen, Anmerkungen) | Höchstplatzierung, Gesamtwochen, AuszeichnungChartplatzierungen (Jahr, Titel, Platzierungen, Wochen, Auszeichnungen, Anmerkungen) | Anmerkungen                                                |
| Jahr | Titel                   | AU | CH | AT | DE | Anmerkungen                                                |
| ---- | ----------------------- | --- | --- | --- | --- | ---------------------------------------------------------- |
| 2004 | Solace                  | AU13 Platin · (12 Wo.)AU | — | — | — |                                                            |
| 2005 | Good Spirit             | AU29 (3 Wo.)AU | — | — | — | Erstveröffentlichung: 11. April 2005                       |
| 2005 | Food in the Belly       | AU16 Gold · (9 Wo.)AU | — | — | — | Erstveröffentlichung: 28. Oktober 2005                     |
| 2007 | White Moth              | AU6 Gold · (12 Wo.)AU | — | — | — | Erstveröffentlichung: 2. Juni 2007                         |
| 2008 | Dark Shades of Blue     | AU5 (6 Wo.)AU | — | — | — | Erstveröffentlichung: 16. August 2008                      |
| 2010 | Koonyum Sun             | AU6 (5 Wo.)AU | — | — | — | Erstveröffentlichung: 19. April 2010 mit Izintaba          |
| 2012 | Spirit Bird             | AU2 (12 Wo.)AU | CH85 (1 Wo.)CH | — | — | Erstveröffentlichung: 8. Juni 2012                         |
| 2015 | Nanna                   | AU8 (3 Wo.)AU | CH74 (1 Wo.)CH | — | — | Erstveröffentlichung: 17. März 2015 mit The United Nations |
| 2017 | Live in the Netherlands | AU24 (1 Wo.)AU | — | — | — | Erstveröffentlichung: 24. Februar 2017                     |
| 2018 | Storm Boy               | AU6 (2 Wo.)AU | CH31 (1 Wo.)CH | AT54 (1 Wo.)AT | — | Erstveröffentlichung: 25. Mai 2018                         |
| 2022 | Jan Juc Moon            | AU6 (1 Wo.)AU | CH49 (1 Wo.)CH | — | DE93 (1 Wo.)DE | Erstveröffentlichung: 25. März 2022                        |

Weitere Alben
- Live in Canada – Independent (2001)
- Live at the Grid – Independent (2003)
- To Let (2002)
- Food in the Belly (2005)
- Good Spirit – Independent (April 11, 2005)
- Live Bonnaroo 2005
- Live Bonnaroo 2007

### Singles
| Jahr | Titel Album      | Höchstplatzierung, Gesamtwochen, AuszeichnungChartplatzierungen (Jahr, Titel, Album, Platzierungen, Wochen, Auszeichnungen, Anmerkungen) | Höchstplatzierung, Gesamtwochen, AuszeichnungChartplatzierungen (Jahr, Titel, Album, Platzierungen, Wochen, Auszeichnungen, Anmerkungen) | Anmerkungen                         |
| Jahr | Titel Album      | DE | UK | Anmerkungen                         |
| ---- | ---------------- | --- | --- | ----------------------------------- |
| 2012 | Follow the Sun – | DE77 Gold · (1 Wo.)DE | UK— SilberUK | mit Time Square Charteinstieg: 2014 |

## Auszeichnungen für Musikverkäufe
| Goldene Schallplatte - Brasilien - 2024: für die Single Follow the Sun | Platin-Schallplatte - Neuseeland - 2022: für die Single Follow the Sun |

Anmerkung: Auszeichnungen in Ländern aus den Charttabellen bzw. Chartboxen sind in ebendiesen zu finden.
| Land/RegionAuszeichnungen für Musikverkäufe (Land/Region, Auszeichnungen, Verkäufe, Quellen) | Silber  | Gold     | Platin     | Verkäufe | Quellen             |
| -------------------------------------------------------------------------------------------- | ------- | -------- | ---------- | -------- | ------------------- |
| Australien (ARIA)                                                                            | —       | 2× Gold2 | Platin1    | 140.000  | aria.com.au         |
| Brasilien (PMB)                                                                              | —       | Gold1    | —          | 30.000   | pro-musicabr.org.br |
| Deutschland (BVMI)                                                                           | —       | Gold1    | —          | 200.000  | musikindustrie.de   |
| Neuseeland (RMNZ)                                                                            | —       | —        | Platin1    | 30.000   | radioscope.co.nz    |
| Vereinigtes Königreich (BPI)                                                                 | Silber1 | —        | —          | 200.000  | bpi.co.uk           |
| Insgesamt                                                                                    | Silber1 | 4× Gold4 | 2× Platin2 |          |                     |